# Anna Carafa della Stadera
Anna Carafa della Stadera, född 1607, död 1644, var en italiensk länsherre. Hon var regerande hertiginna av Sabbioneta mellan 1637 och 1644. Hon var vicedrottning av Neapel som gift med Ramiro Felipe Núñez de Guzmán, Spaniens vicekung i Neapel 1637-1644. 